# Cani nella vigna
Cani nella vigna (Dogs in the Vineyard) è un gioco di ruolo indie di D. Vincent Baker, originariamente pubblicato dalla Lumpley Games e pubblicato in Italia da Narrattiva. L'ambientazione è basata sulla storia dei mormoni.
Ha ricevuto l'Indie RPG Awards, come "Gioco di ruolo dell'anno" e come "gioco più innovativo". Nel 2005 venne nominato per il Diana Jones Award per l'"eccellenza nel gioco". Generalmente incoraggia il gioco narrativista.

## Ambientazione
Il gioco è ambientato in un "far west che non è mai esistito", liberamente basato sullo Stato mormone del Deseret nel territorio che divenne lo Utah. I giocatori sono i "Cani da guardia di Dio" ("Cani"), che viaggiano di città in città consegnando la posta, aiutando le comunità e facendo rispettare la volontà della Vera Fede del Dio della Vita. I cani hanno autorità assoluta per quanto riguarda la fede, non sono sanzionati dalla legge dell'autorità territoriale e quindi le loro azioni possono portarli in conflitto con il governo.

## Sistema di gioco
Il gioco presenta un sistema di gioco inusuale per la risoluzione dei conflitti, basato sul meno comune assioma della "fortuna nel mezzo", invece che la più comune "fortuna alla fine", e in cui il risultato dei dadi viene usato in puntate stile poker.
Le caratteristiche e tratti dei personaggi sono rappresentati da riserve di dadi. All'inizio di un conflitto il game master e gli altri giocatori decidono la posta del conflitto (che può essere di tutto, dal "fare impressione su una ragazza" a "uccidere l'avversario"), determinano quali riserve di dadi sono applicabili e tirano i dadi. Il personaggio con la migliore iniziativa fa una prima puntata di due dadi, raccontando una parte del conflitto in maniera favorevole a sé stesso. L'avversario/i deve rispondere puntando uno o più dadi il cui totale supera il totale dei dadi usato nella puntata o deve "concedere" — cioè ritirarsi perdendo il conflitto. Se servono tre o più dadi per rispondere alla puntata, l'avversario "accusa il colpo" — soffre un risultato negativo che sarà determinato alla fine del conflitto. Se all'avversario basta un dado, "ha ritorto il colpo" contro l'attaccante e il dado può essere riutilizzato per alzare la puntata nel giro successivo. I giocatori possono tirare altri dadi "intensificando" il conflitto da non fisico (discussione) a fisico (scazzottata) e infine a uno scontro con armi da fuoco. Se il conflitto non inizia come non fisico, i giocatori possono intensificare da combattimento con armi da fuoco a discussione, sebbene accada raramente. Le regole che guidano il game master nel decidere quando iniziare un conflitto sono molto semplici: "Di' di sì o tira i dadi".
Uno degli aspetti più potenti del sistema è la "Creazione della città" dove la condizione morale della città viene fissata nella forma degli abitanti, dei loro desideri e di cosa hanno fatto uno all'altro. Questo dà al game master la possibilità di assicurarsi che il farsi coinvolgere nella città sia interessante e rendendo il vincere o perdere meno importante. Rappresentando i cittadini e i loro interessi, piuttosto che presentando una sfida tattica, il game master può proporre interessanti domande ai giocatori e dare loro l'opportunità di giudicare i propri personaggi.

## Edizioni
- D. Vincent Baker. Cani nella vigna. Trad. di Iacopo Frigerio & Michele Gelli. Forlì: Narrattiva, 2008. ISBN 9788895718019